# Щодро (род)
Щодро (пол. Szczodro, Szczodro-Mordwin, Mordwin-Szczodro, Szczodrow) — дворянский род литовского происхождения, дворяне Могилевской губернии.

## Происхождение и герб рода
Герб — Рудница. Хотя в некоторых источниках в родах-носителях указан еще герб Cielątkowa, но ссылка эта не представляется убедительной. В авторитетных гербовниках (Бонецкий, Несецкий) указания на герб Челяткова для этого рода нет, первоисточника также нет. А факт указания герба Рудница является на сей момент неоспоримым.
Родоначальник — Станислав Мордвинъ Щодро (первая треть-середина XVII века). У Станислава был сын Самуил. У Самуила было 4 сына — Леон, Антон, Петр (умер в 1729) и Мартин. Все ныне известные потомки рода происходят либо от Леона, либо от Мартина (внуков родоначальника). Дело о дворянстве находится в РГИА. В деле приставка (или часть фамилии) Мордвин пропадает в XVIII веке и далее идет упоминание только о фамилии Щодро.
Сын родоначальника, возный Оршанского повета Самуил Станиславович «приобрел в закладное владение 4 (четыре) уволока земли [прим. ~80га] в дер. Ейсипово в повете Дубровинском [прим: ныне Дубровинский р-н, Витебская обл., Беларусь] за 400 польских злотых». Земля была куплена 30.05.1683 у князя Мартина Огинского, воеводы Трокского воеводства (стр.16).
Любопытно указание в деле о дворянстве о факте подлинной грамоты Короля Станислава 24.04.1765 на пожалование чином чешника Франца Щодро (сын Мартина Самуиловича). Через 11 лет 15.05.1776 Король Станислав также пожалует рескрипт Троцкому чешнику Францу Щодро.
В XIX веке проживали в Могилевской губернии (Оршанский и Бабиновический уезды). В частности, упоминается дер. Мордвино Оршанского уезда Могилевской губернии, Рохманы/Рохманьки Хлыстовской волости Оршанского уезда Могилевской губернии (выкупной Акт от 25.09.1804 Казимиру Фаддеевичу Щодро, правнуку Мартина Самуиловича) и Бадачи (Купчая крепость, 1830 год). Все эти деревни находились в непосредственной близости друг от друга на берегу р. Днепр [прим. ныне это район дер. Хлыстовка, Краснинский р-н, Смоленская обл., Россия]. Так как на старых картах найти топоним Мордвиново в указанном регионе не удалось, то скорее всего имение Мордвиново было именем собирательным, т.е. все населённые пункты (Будачи, Рохманы и т.д.) и составляли имение Мордвиново.
В последней четверти XIX века некоторые ветви рода жили в Санкт-Петербурге и Ср. Азии (Ташкент, Тараз).

## ДНК рода
Гаплогруппа I2 (Y-ДНК), точнее I-P37 (источник — независимое ДНК-тестирование двух подтвержденных потомков из разных ветвей рода).

## Известные представители рода
- чешник Щодро, Франц-Иосиф[3] (род.1720-1730, сын Мартина Самуиловича), приближенный последнего польского короля Станислава;
- майор Щодро, Иосиф Матвеевич (1813-1863, правнук Леона Самуиловича). Активный участник войн РИ на Кавказе, позже городничий в г. Бронницы. Один из его детей взял себе фамилию Мордвин-Щодро и в настоящее время эта ветвь существует и расширилась;
- коллежский советник Щодро, Юлиан Казимирович[5] (1844—1916, пра-правнук Мартина Самуиловича), окр. надзиратель управления акцизных сборов 3-го округа, г. Верный (ныне Алма-Ата);
- Щодро, Николай Ксаверьевич (1883—1940, пра-пра-правнук Мартина Самуиловича), физик и физикохимик, доктор физ. наук, член-корреспондент АН СССР (1929), автобиография .

## Придомок рода
Иногда к фамилии Мордвин прибавляли приставку (pridomek). Она могла быть как впереди, так и сзади, но чаще первое (Мордвин-Щодро). У некоторых потомков приставка сохранилась и сейчас: эти люди носят двойную фамилию. Кто-то приставку утерял и остался просто Щодро. Наибольшую вероятность представляет образование придомка от прозвища. В переводе с белорусского: Мордва́ ‘дети’, ‘проказники, бедокуры’, ‘надоеды’, ‘беспокойные люди’,  ‘шумная шайка, сборище’. […] К (глаголу - Ю.Л.) мордовать ‘мучить, надоедать’. Т.е. мордвин - человек, который надоедает, беспокоит (возможно прозвище «прилипло» к протопласту с детства).
В случае же топонимичного происхождения, придомок писался бы - “[Имя] z Mordwin(ów) Szczodro”, как было принято в ВКЛ. Выше упомянуто, что Мордвиново с очень высокой вероятностью было собирательным новообразованием XIX века, что дополнительно подтверждает версию образования придомка Мордвин от прозвища протопласта.

## Дополнительные факты, информация, легенды
- Браки с Черномская (XVIII Век); Гурко , Марьяна(Марина?) Мартиновна (р. 1819); Михневич, Юлия Васильевна (р. 1854); Констанция Конинская (р. 1774); Цеханские - подтверждено документами[3];
- Родство с известным родом Любомирских - пока легенда без подтверждения;
- По неподтвержденной пока информации, один из представителей рода Щодро выпускал во Франции коньяк Szczodro.